# Berneray
Berneray (gael. Beàrnaraigh) – wyspa w archipelagu Hebrydy Zewnętrzne, położona na zachodnim wybrzeżu Wielkiej Brytanii, należąca do Szkocji.

## Opis

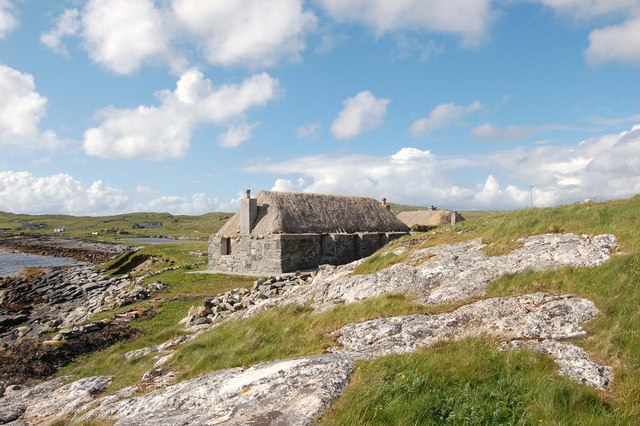
Odrestaurowany dom na Berneray

Wyspa w Hebrydach Zewnętrznych, leży na wschodnim wybrzeżu Harris. Berneray ma powierzchnię 10,1 km² (2496 akrów). Najwyższe wzniesienie Beinn Shleibhe (Moor Hill) ma wysokość 93 m, drugie w kolejności Borve Hill ma 85 m. W centrum wyspy między dwoma wzgórzami znajduje się słodkowodne jezioro Loch Bhruist, a na wschodnim wybrzeżu w pobliżu osady Borve jest jezioro Bays Loch z portem zbudowanym w latach 80. XX w. Największe skupiska ludności to Borve i Rushgarry. Głównym zajęciem mieszkańców jest hodowla owiec i rybołówstwo. Na wyspie urodził się Angus MacAskill (1825–1863), uznawany za najwyższego i najsilniejszego człowieka swoich czasów. 

## Populacja
Liczba ludności gwałtownie spadła z 201 w 1961 roku, ale następnie ustabilizowała się na poziomie 131 (1971), 133 (1981), 141 (1991) i 136 (2001). W 2011 r. populacja na wyspie wynosiła 138 osób.  

## Galeria

Berneray
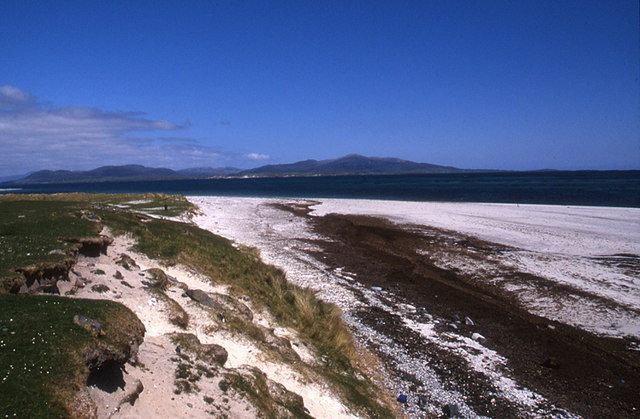
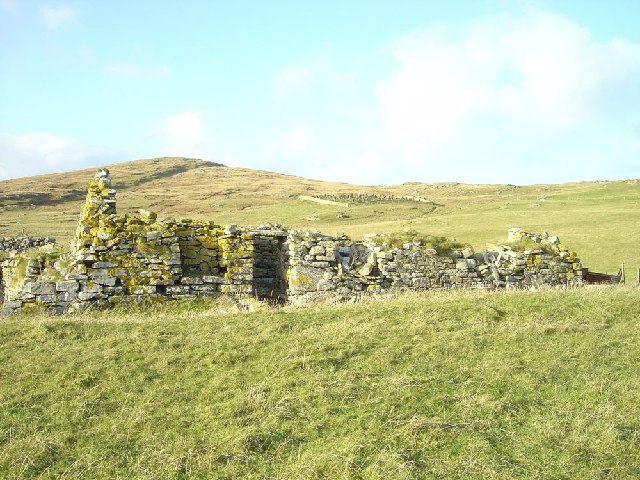
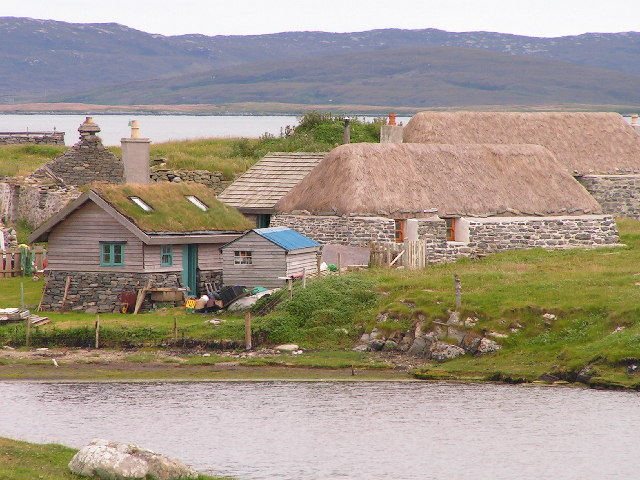
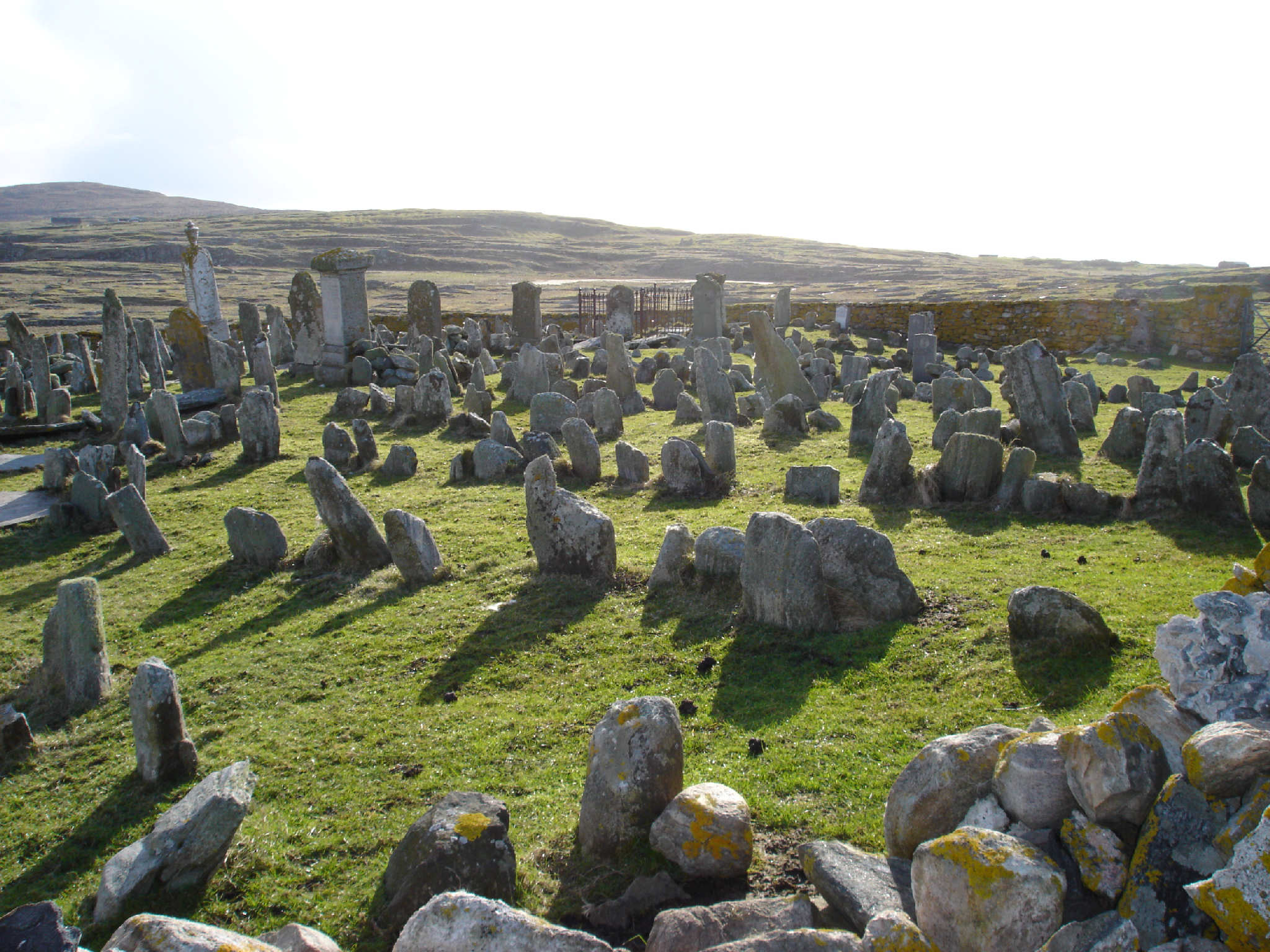